# リンゴ日和 〜The Wolf Whistling Song
「リンゴ日和 〜The Wolf Whistling Song」（リンゴびより ザ・ウルフ・ホイッスリング・ソング）は、ROCKY CHACKの8枚目のシングル。2008年2月6日にJVCエンタテインメントから発売された。

## 概要
- 表題曲「リンゴ日和 〜The Wolf Whistling Song」は、テレビアニメ『狼と香辛料』のエンディングテーマとして使用された。
- テレビアニメ『狼と香辛料』オープニングテーマ曲である、清浦夏実の2ndシングル『旅の途中』と同日発売された。

## 収録内容
1. リンゴ日和  〜The Wolf Whistling Song [4:53]
作詞:Chris Mosdell、作曲:山下太郎・noe、編曲：保刈久明
2. 生意気なぼくら [3:55]
作詞・作曲:山下太郎・noe、編曲：保刈久明
3. リンゴ日和 〜The Wolf Whistling Song （w/o ROCKY CHACK）
4. 生意気なぼくら （w/o ROCKY CHACK）

## タイアップ
| 曲名                                 | タイアップ                                                |
| ------------------------------------ | --------------------------------------------------------- |
| リンゴ日和 〜The Wolf Whistling Song | UHF系各局放送テレビアニメ『狼と香辛料』エンディングテーマ |